# Asaperda maculosa
Asaperda maculosa är en skalbaggsart som beskrevs av Maurice Pic 1927. Asaperda maculosa ingår i släktet Asaperda och familjen långhorningar. Inga underarter finns listade.